# Schloss Neugattersleben

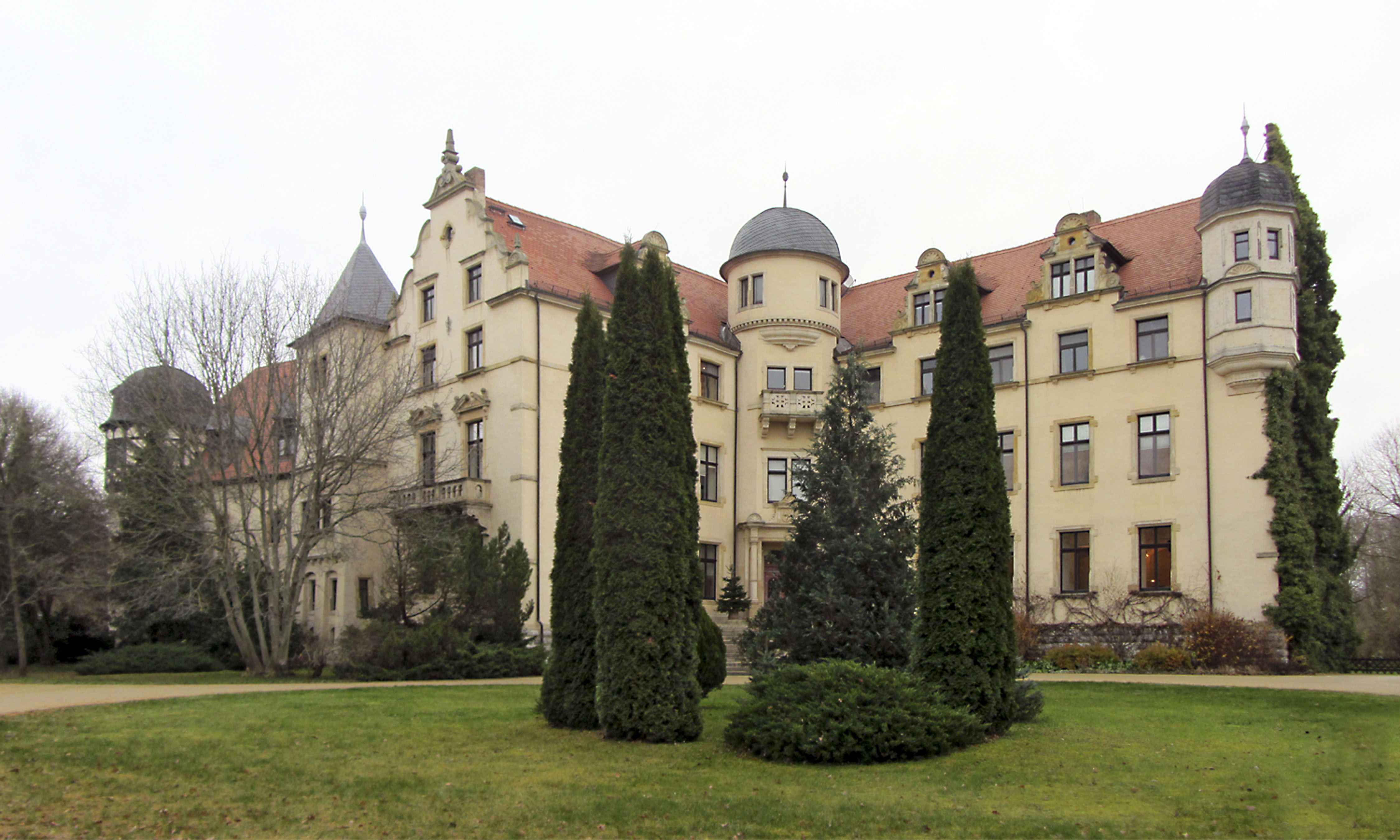
Schloss Neugattersleben

Das Schloss Neugattersleben entstand aus einer bedeutsamen mittelalterlichen Burganlage in Neugattersleben am Ufer der Bode zwischen Halle und Magdeburg im heutigen Sachsen-Anhalt. Es befand sich von 1573 bis 1945 im Besitz der Familie von Alvensleben.

## Strategische Lage und Frühgeschichte

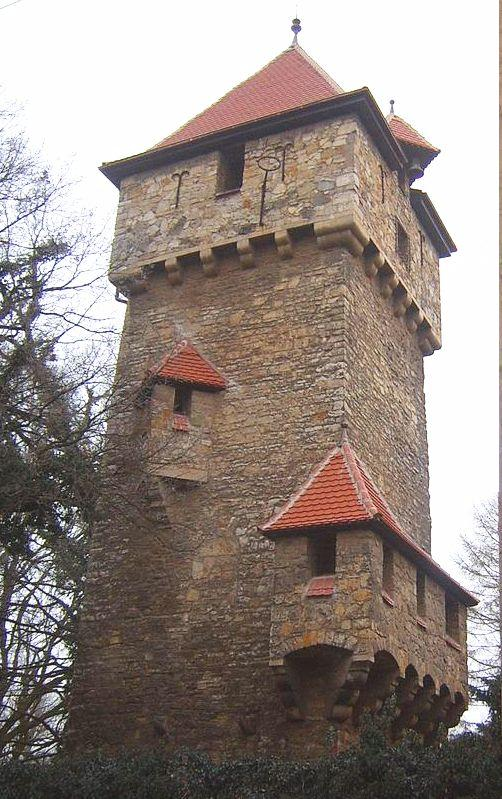
Schloss Neugattersleben (Wachturm)

Am Übergang der Heerstraße von Magdeburg nach Halle (Saale) und Leipzig über die vom Harz herabströmende Bode steht das altersgraue Schloss Neugattersleben, von Wachttürmen umgeben, vor weiten Parkhintergründen. Über die verwitterten Rundbogenbrücken, die die Flussarme überspannen, sind seit dem Mittelalter alle Heere Europas, die auf den Schlachtfeldern Mitteldeutschlands kämpften, hin- und hergeflutet. Hier an der Bode, kurz vor deren Einmündung in die Saale, stießen einst das Erzbistum Magdeburg und das Fürstentum Anhalt-Bernburg aneinander. Ab 1815 gehörte Neugattersleben zur preußischen Provinz Sachsen.
Der Name bezieht sich wohl auf die ältere Burg Gatersleben und das nach ihr benannte Geschlecht, die aber schon 1179 dem Bischof von Halberstadt gehörte. Seit 1243 besaß ein nach der Neugattersleber Burg benanntes Geschlecht die Burg als erzbischöfliches Lehen. Gegen Mitte des 14. Jahrhunderts erwarb der Magdeburger Magistrat die Grundrechte. 1549 verhängte Kaiser Karl V. – des Verhaltens im Schmalkaldischen Kriege wegen – über Magdeburg die Reichsacht und belehnte 1550 die Grafen von Mansfeld mit Neugattersleben, das indes 1563 an die Stadt zurückfiel. Da schwer verschuldet, sah sich der Magistrat zum Verkauf gezwungen.

## Die Alvensleben-Zeit

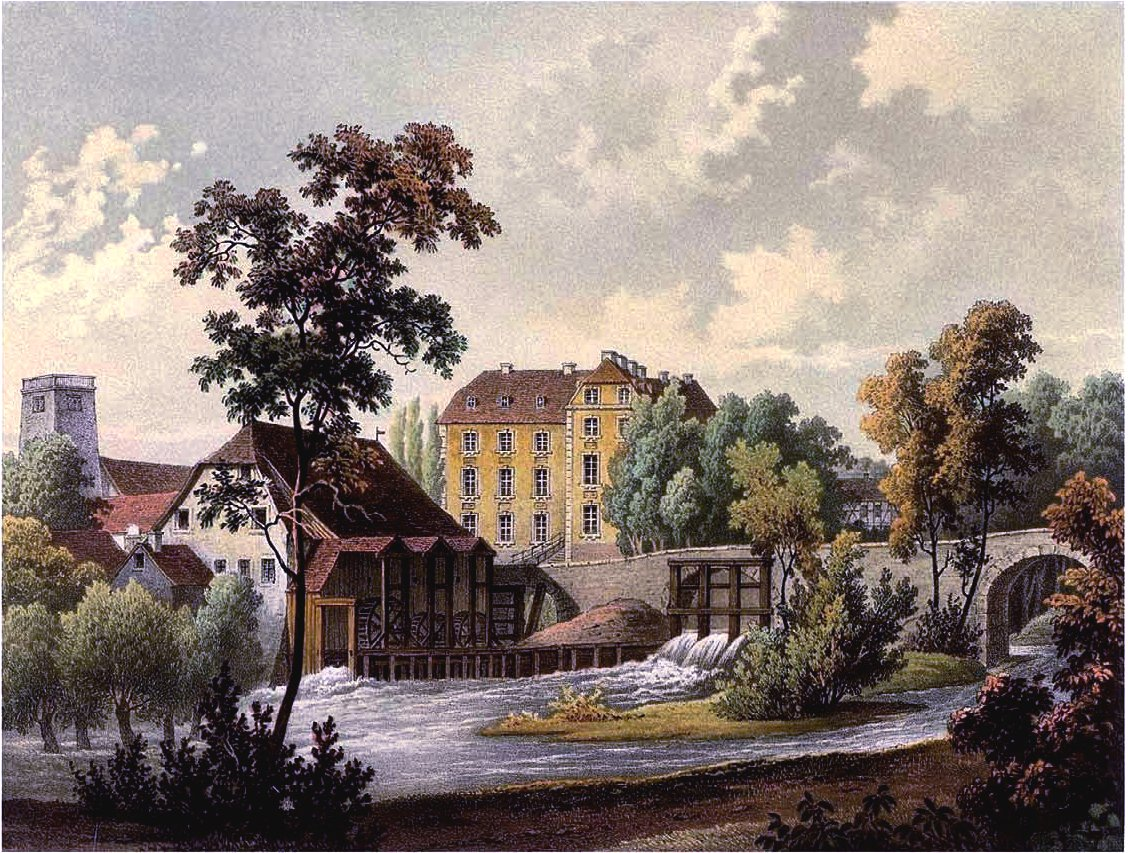
Schloss Neugattersleben mit Wassermühle um 1865 – Sammlung Alexander Duncker

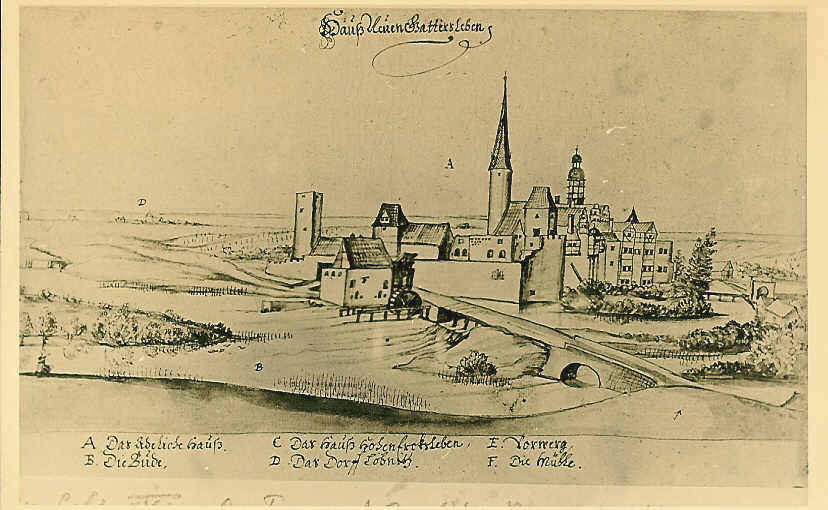
Schloss Neugattersleben nach 1650

1573 erwarben mit dem Geheimrat Ludolf X. von Alvensleben die Alvensleben auf Schloss Hundisburg Burg und Herrschaft. Bis 1809 hatte künftig, stets nach dem Tode des jeweiligen Seniors der Familie wie des Bürgermeisters der Altstadt Magdeburg, eine Neubelehnung auf dem dortigen Rathause zu erfolgen. Von 1573 bis ins 19. Jahrhundert führte Magdeburg, die urbs Parthenopaea, wie sie in Urkunden genannt wird, als Lehnsherrin die Alvenslebensche Wappenrose im geteilten Wappenschilde.
Der neue Besitzer, Ludolf X. von Alvensleben, errichtete den Nordwestflügel des Schlosses, die Burgkapelle und eine Wassermühle mit sechs Gängen. Sein Nachfolger setzte 1597–1609 den Schlossbau fort. 1619 geteilt, unterschieden sich Burg und Herrschaft bis 1796 in eine „Alte“ und eine „Neue Seite“. Mit Gebhard XXIII. von Alvensleben erwarben die Neugatterslebener Alvensleben bedeutenden Pfandbesitz in der Mark und der Lausitz: 1613–1625 die Herrschaften Beeskow und Storkow und 1625–1627 Cottbus und Peitz. Die Hoffnung der Alvensleben, diese bedeutenden Herrschaften in Erbbesitz zu verwandeln, zerstörte der Dreißigjährige Krieg, der die Nachkommen auf Neugattersleben verarmt zurückließ.
Aus den Trümmern, die der Krieg hinterließ, erstanden unter Gebhard XXV. von Alvensleben die Wohngebäude 1657–1665, bereichert um eine barocke Kapelle im Obergeschoss, eine vielsprachige Bibliothek und die einst berühmte Sammlung von 250 Bildnissen hervorragender Persönlichkeiten, die auf drei Säle verteilt war. Im 18. Jahrhundert plante man den Bau eines gesonderten Galeriegebäudes. Ein gotisches Gewölbe und eine Stuckdecke mit religiösen Darstellungen im Schloss erinnern noch an die beiden ehemaligen Burgkapellen.
Der Minister Johann Friedrich II. von Alvensleben, Schöpfer von Barockschloss und Park zu Hundisburg, erweiterte auch die Neugattersleber Gartenanlagen. Ihre renaissancemäßige Aufteilung deutet darauf hin, dass die Anfänge in das 16. Jahrhundert zurückreichen. An Gärten pflegt jede Generation etwas zu ändern. Die beiden auf Johann Friedrich folgenden Generationen von englisch-hannoverschen Ministern, Rudolf Anton von Alvensleben (1688–1737) und Johann Friedrich Karl von Alvensleben (1714–1795) bereicherten Neugattersleben außerdem durch Sammlungen; sie pflegten und verschönten den Park mit seinen Laubengängen, Bildwerken und Kanälen. Allerdings begann man britischen Vorbildern folgend, ihn seit 1758, also schon früh, a l’angloise umzuformen. Bekannt ist das ikonologische Programm der einst zahlreichen Statuen auf den Gartenparterres.
1796 kam es zur Teilung der großen Liegenschaften des Hauses unter sechs Brüder. Sie begründeten neue Linien, die bis Schlesien, Ostpreußen und nach 1900 auch in anderen Erdteilen Besitz erwarben. 1798–1805 erlebte das umfangreiche Schloss einen vollständigen Umbau. Das Königspaar Friedrich Wilhelm III. und Luise waren die ersten Gäste in der erneuerten Burg, kurz bevor die napoleonischen Kriege auch dies Haus fast zu Fall gebracht hätten.
Die Jahrhundertmitte unter Ludwig von Alvensleben (1805–1869) stand im Zeichen wirtschaftlichen Aufstiegs: dem Abbau von Braunkohle, Kali, Kalkstein und den industriellen Anlagen entsprach der agrartechnische Fortschritt. Mit Stiftungen für öffentliche Wohlfahrt war zumal Neugattersleben seit 1573 reich bedacht. Sein Sohn Werner-Alvo von Alvensleben (1840–1929) – unternehmerisch begabt – setzte die wirtschaftlichen Aktivitäten erfolgreich fort. Er war auch Schlosshauptmann zu Quedlinburg und einer der bekanntesten Viererzugfahrer vor 1914. Die Burggebäude baute er romantisierend um (1870 und 1883–1884) und erweiterte, darin schöpferisch begabt, die Parkanlagen.
Sein Nachfolger Graf Bodo von Alvensleben, Burgherr bis 1945, übte in Zeiten der Gärung und des Verfalls weitwirkenden Einfluss aus – u. a. als Präsident des Deutschen Herrenklubs. Sein Bruder Werner (1875–1947) geriet in Konflikt mit dem Regime und wurde noch kurz vor Kriegsende 1945 vom Volksgerichtshof unter dem Vorsitz von Freisler verurteilt. Ein denkwürdiges Ereignis: 1936 traute der Bischof von Münster und spätere Kardinal Clemens August Graf von Galen, das Haupt des gesamtkirchlichen Widerstandes gegen die nationalsozialistische Regierung, auf der Burg eine Tochter dieses Hauses, das durch die Jahrhunderte von stark ausgeprägten Persönlichkeiten repräsentiert war.

## Alte Ansicht und Rekonstruktionsbild
Bis zum dreißigjährigen Kriege besaß die Oberburg spitze Türme und Aufbauten in Fachwerk. Nach 1657 verwandelte sie sich in einen Frühbarockbau mit reichverzierten Giebeln, Zwerghäusern und zwei Treppentürmen, die hohe, mehrfach gebrochene Zwiebelhauben trugen, wie wir es auf unserem Bilde sehen. Ab 1798 wurden Türme und Schmuckformen beseitigt. Die drei Geschosse erhielten im Geschmack des spätbarocken Klassizismus regelmäßige Fensterreihen, die bestehen blieben, als das Schloss 1883 Türme, Giebel und Erker, wenn auch in veränderter Form, zurückgewann. Das Alter der Bauten ist auf Grund der etwas verwirrenden Bauentwicklung nicht leicht zu erraten.

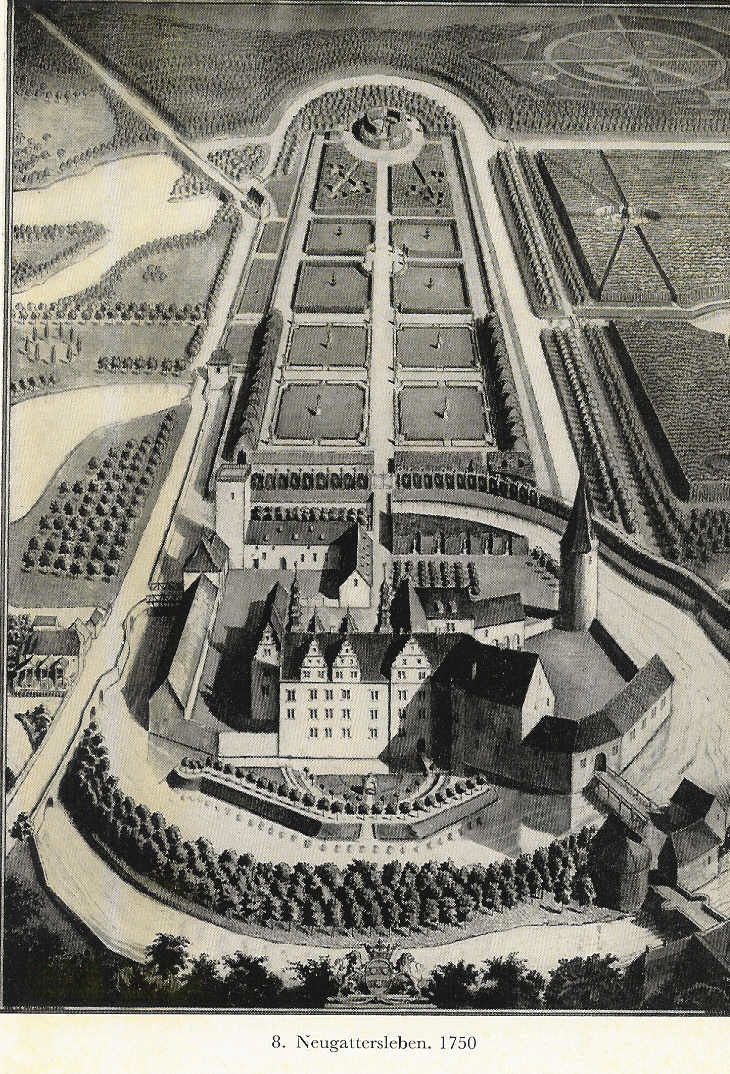
Schloss Neugattersleben um 1750, Zeichnung von Anco Wigboldus

Für die vorliegende Ansicht wurde der Blick von Norden gewählt, um Burg und Bode-Arme in den Vordergrund zu bringen, zumal auch ein zeitgenössischer Stich die interessante Südfront zeigt. Beide Bilder stellen den Zustand des 18. Jahrhunderts dar, der dem heutigen unschwer zu vergleichen ist, wiewohl einzelne Gebäudeteile fehlen und der Barockgarten verändert wurde. Zwischen Burg und Mühle überquert der mittelalterliche Brückenzug heute wie einstmals die verzweigten Läufe des Flusses. Die kleine Insel ans Schloss, Schiffchen genannt, diente früher als Bollwerk. Im „Vogelherd“ (oben rechts) gab es ein rundes Heckenlabyrinth.
Im Innern des Hauses lagen (1945) um die Eingangshalle die ältere Burgkapelle mit gotischem Gewölbe und neben anderen Wohnräumen Bibliothek und Schwarze Adlerkammer, so genannt nach den Porträts der mit dem Orden vom Schwarzen Adler ausgezeichneten Familienmitglieder. Im Hauptgeschoss befanden sich Festsäle und die einst für Monarchenbesuche bestimmten Kaiserzimmer mit Stuckdecken des 17. Jahrhunderts.
Die an Grabmälern reiche Kirche, Mausoleum und Kaiser Wilhelm-Turm blicken von Hügeln auf Bodetal, Burg und Parkaue hinab. Der Turm hält die Erinnerung an Besuche Kaiser Wilhelms II. wach, der sich oft zu Jagden ansagte und hier allein über fünftausend Stück Wild zur Strecke brachte. In der Kirche befindet sich der vom Kaiser selbst entworfene, gestiftete und eingeweihte Sarkophag der Burgherrin Anna von Veltheim (gest. 1897), auf dem sie unter einem Baldachin ruhend dargestellt ist.

## Die Zeit nach 1945
Nach der Enteignung durch die Bodenreform 1945 diente das Schloss zunächst als Höhere Landbauschule, sodann als Fachschule für Landwirtschaft, danach als Institut für Agronomie und von 1960 bis 1992 als Agraringenieurschule für Saatgutwirtschaft. Das Gut wurde nur zu einem kleinen Teil aufgesiedelt und als VEG bewirtschaftet. 1992 übernahm die Theopra Bildungsgesellschaft mbH das Schloss zunächst in Pacht und 1997 als Eigentum. Seit 1999 erfolgt eine Grundsanierung und Restaurierung durch den neuen Eigentümer Klaas Hübner.